# Rabenstein (Köln)

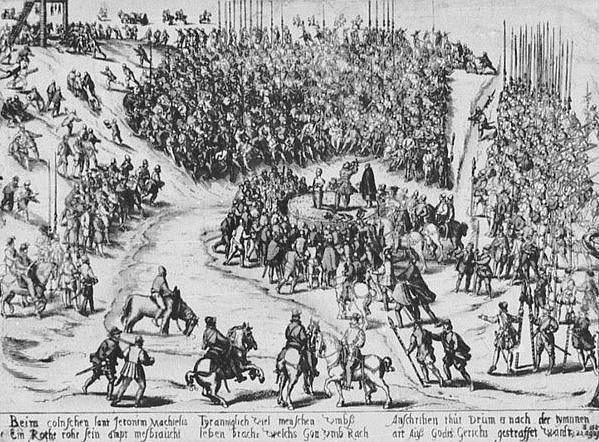
Franz Hogenberg: Enthauptung des Hieronymus Michiels (1588).

Die Hinrichtung der beiden Entführer des Bäckers Philipp Ecks auf dem Rondell zu Melaten, 1588; die Täter wurden gerädert und danach geköpft.

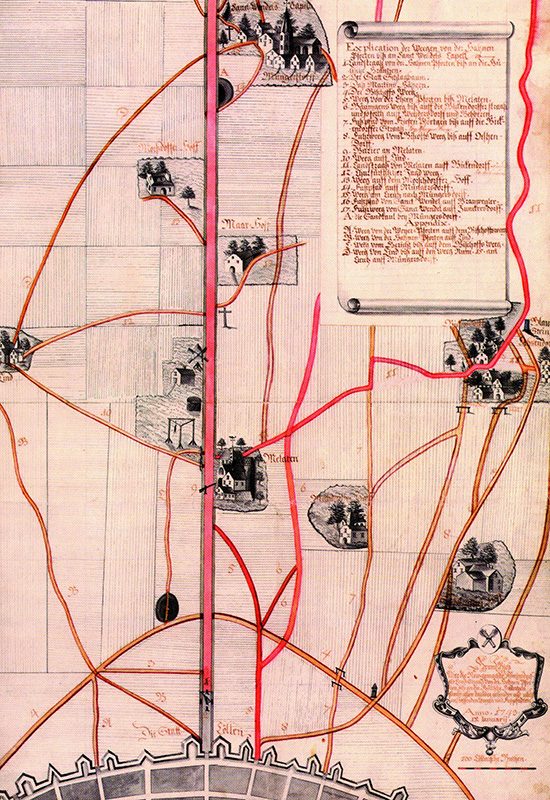
Hof Melaten westlich von Köln

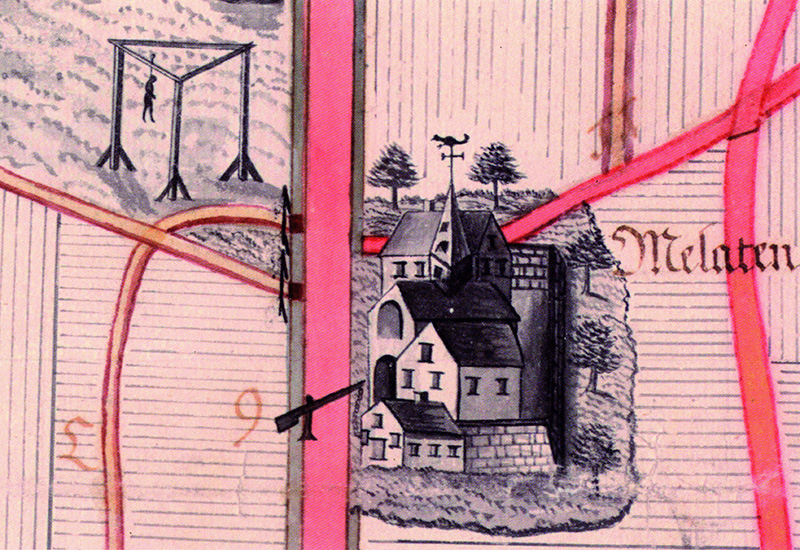
Richtplatz südlich vom Hof Melaten

Der Rabenstein war ein Areal im heutigen Stadtteil Lindenthal westlich von Köln, das seit mindestens 1285 bis zum Jahr 1797 als Richtstätte diente. Er befand sich nahe dem „hoff to Malaten“, dem Leprosorium Melaten, heute im Bereich des Melaten-Friedhofs, südlich der Aachener Straße.

## Geschichte
Aussatzhaus und Hinrichtungsstätte hingen vielfach zusammen. Ebenfalls als Hinrichtungsstätte dienten der Judenbüchel, der Heumarkt, der Alter Markt und der Junkernfriedhof bei Mechtern.
Die Verurteilten wurden auf einem so genannten „Armsünderkarren“, der von der Leprosenanstalt gestellt wurde, vom bischöflichen Gefängnis („Hacht“) am Kölner Dom am Blauen Stein vorbei über die Breite Straße, die Ehrenstraße, durch das ehemalige Ehrentor und zuletzt über den ehemaligen Melatener Weg zur Hinrichtungsstätte gebracht. Unweit des dreischläfrigen Galgens wurde ein Rondell gemauert, damit das Volk die Hinrichtungen besser beobachten konnte. Das Rondell wurde für die so genannten ehrenhaften Hinrichtungen durch das Schwert benutzt. Die unehrenhaften Hinrichtungen dagegen wurden am Galgen und auf dem Rad durchgeführt. Nahe beim Galgen befand sich auch die so genannte Kesselkuhle, eine Senke im Boden, in der die zum Feuertod Verurteilten öffentlich verbrannt wurden.
Am 9. Oktober 1527 wurde der Raubmörder Ludwig von Tetz (er beging mindestens 17 Morde) an Melaten „gerädert“, wobei ihm vom Scharfrichter mit einem Eisenrad die Gliedmaßen zerfetzt wurden. Am 28. September 1529 verbrannte man die Protestanten Adolf Clarenbach und Peter Fliesteden als Ketzer auf dem Scheiterhaufen. Ein Gedenkstein in der Nähe des heutigen Haupteinganges an der Piusstraße, am 27. März 1979 angebracht, erinnert an sie.
Spätestens 1588 baute man den Richtplatz an Melaten aus, als man neben dem dreieckigen Galgen ein Rondell für Zuschauer errichtete. Am 22. August 1587 wird vor bis zu 7000 Zuschauern der kurkölnische und aus den Niederlanden stammende Generalkommissar Hieronymus Michiels wegen angeblicher Straßenräuberei enthauptet. Er wurde aus der Hacht vor den Richter gebracht, empfing dort sein Todesurteil, das nach alter Sitte am „blauen Stein“ unwiderruflich wurde; danach führte man ihn nach Melaten. Nach einer Entführung des Bäckers Philipp Ecks tauchte dieser am 3. Oktober 1588 wieder auf, seine beiden Entführer werden am 28. Oktober 1588 enthauptet („uff rader gesatzst, die köp abgehauen“).
Am 8. Mai 1593, so berichtete Hermann von Weinsberg, wurde der Freibeuter Johann von Polheim „uff dem Rabenstein untheupt und gefirtelt“. Die Kölner Schweidkarte von Abraham Hogenberg zeigte 1609 bereits zwei Rondelle. Die erste Hexenverbrennung fand am 19. Dezember 1617 in einer angezündeten Hütte statt, am 19. Mai 1627 verbrannte man die der Hexerei beschuldigte Katharina Henot, Schwester des Domherren Hartger Henot, in Melaten vor großer Volksmenge ohne Geständnis auf dem Scheiterhaufen. Zu Beginn des 17. Jahrhunderts fielen auf dem Gelände über 30 Frauen und Mädchen Hexenverfolgungen zum Opfer.
Am 13. Juli 1797 wird der Kirchenräuber Peter Eick als letzter an der Hinrichtungsstätte Melaten am Galgen vor großer Menschenmenge erhängt. Kurz danach wird der Galgen während der Franzosenzeit Ende 1797 zerstört.